# Ферганска котловина
Ферганската котловина (Ферганска долина) (на узбекски: Фарғона водийси; Farg‘ona vodiysi; на таджикски: Водии Фарғона; на киргизки: Фергана өрөөнү; на руски: Ферганская котловина) е обширна междупланинска котловина в централната част на Средна Азия, простираща се основно на територията на Узбекистан и частично в Киргизстан и Таджикистан. Площ около 22 хил.km².

## Географска характеристика

### Граници, разположение
Ферганската котловина има форма на триътълнис, широката основа на който представляват северните подножия на Туркестанския и Алайски хребет (части от планинската система на Памиро-Алай). На северозапад е обградена от Кураминския и Чаткалския хребет, а от североизток – от Ферганския хребет и трите части от планинската система на Тяншан. На запад чрез тесния пролом на река Сърдаря се сварзва с полупустинната област Гладна степ. Дължина от запад на изток около 300 km, ширина до 170 km, площ около 22 хил.km.

### Релеф, геоложки строеж, полезни изкопаеми
Тектонското понижение заемано от Ферганската котловина е запълнено от рохкави, слабо споени наслаги, които са продукти от разрушаването на обграждащите я планини. Плоското акумулативно дъно на котловината на повърхността е изградено от кватернерни от алувиални и пролувиално-алувиални седименти. То се повишава от 320 m запад до 500 – 1000 m на изток. Върху плоските и обширни надзаливни тераси по периферията на котловината са наслагани големите наносни конуси на реките Сох, Исфара и др., стичащи се от околните хребети, по които като ветрило се разпростират разклоняващите се речни корита и канали. Югоизточната част на котловината е отделена от основната ѝ част чрез полоса от т.нар. адърни възвишения, съставени от неогенови и кватернерни льосово-каменисти наслаги. На северозапад покрай река Сърдаря се простират ниски валове, изградени от пъстроцветни палеогеново-неогенови наслаги – Окбел (854 m), Мехаутаук (1009 m). След полосата на адърните възвишения следват по-високи предпланински периферии, изградени от варовици и шисти с мезокайнозойска и палеозойска възраст. Като младо образувание Ферганската котловина е район с повишена сеизмичност.
По перифарията на котловината и в подножията на ограждащите я планини се разработват находища на нефт, въглища, железни, медни и полиметални руди, живак, антимон, сяра, каменна сол и др.

### Климат
Климатът на Ферганската котловина е континентален, сух, с горещо лято (средна юлска температура 24 – 27 °C, с максимуми близки до 40 °C) и умерено студена зима (средна януарска температура -2, -3 °C). Годишната сума на валежите ва дъното на котловината е 100 – 120 mm, а в източната ѝ периферия се увеличава до 500 mm.

### Води
Най-голямата река в котловина е Сърдаря, образуваща се в източната ѝ част от сливането на двете съставящи я реки Нарин и Карадаря, водите на която масово се използват за напояване, както и водите на повечето от реките, стичащи се от околните хребети. Подхранването на реките е смесено, като преобладава ледниково-снежното, а на северозапад – грунтовото (подземното). По дъното на котловината в нейната южна част са изградени два големи напоителни канала – Голям Фергански и Южнофергански, а в западната ѝ част, на река Сърдаря – Кайракумското водохранилище. По периферията ѝ на север, североизток и юг са разположени множество оазиси (т.нар. Фергански оазисен пояс), обграждащи вътрешната ѝ част, заета от солончаци и обширни пясъчни масиви. Този оазисен пояс се прекъсва само в северозападната ѝ част, където от склановете на Кураминския хребет не се срускат планински реки.

## Население, стопанско значение
Ферганската котловина е сред най-гъсто населените области на Средна Азия с население около 5 млн. души. В нея са разположени стотици населени маста, в т.ч. (към 2017 г.) 38 града: 24 в Узбекистан (Андижан, Наманган, Фергана, Коканд, Маргилан и др.); 8 в Киргизстан (Ош, Джалал Абад, Узген и др.); 6 в Таджикистан (Ходжент, Канибадам, Исфара и др.).
Котловината е един от най-големите производители на памук в света. Силно развито е бубарството и лозарството. В оазисите главно се отглеждат насаждения от памук и ориз, има обширни масиви с лозя, овощни и зеленчукови градини. Постепенно се усвояват и целинните пустинни земи в централните части на котловината, които основно се използват за целогодишни пасища. Върху т.нар. адърни възвишения, заети през пролетта от ефемерова растителност, през останалото време се отглеждат зърнени култури. По склоновете на Чаткалския и Ферганския хребет има обширни масиви заети от гръцки орех, ябълки и други плодни дървета.

## Историческа справка
На територията на котловината са се запазили много паметници от миналото, развалини на древни крепости и градове. Представлявала е географска и политическа цялост в продължения на хилядолетия. Още в древността там имало около 70 населени места. Широко се развивали земеделието, (вкл. овощарството), животновъдството – особено били известни конете, отглеждани в тази котловина, наричали ги „небесни коне“. Добивали се руди на метали. Изкусни майстори създавали красиви украшения от злато и сребро. По време на Персийската империя в нея живели древните саки. Там Александър Велики основал най-северния си град Александрия.
От 3 век.пр.н.е. до 3 век тук възниква и се развива държавното обединение Паргана със столица град Ерши, ограден и укрепен с мощни стени. След това се появили и други важни градове като Гуйшан и Ючен. След 3 век районът попада под властта на Кушанската империя, а през 5 век Фергана влиза в състава на царството на Ефталитите. В края на 6 век тук властва Тюркският хаганат, през 8 век територията е завладяна от Арабския халифат, а до края на 13 век се сменят различни арабски господари. През 14 век в Средна Азия нахлуват монголите и Фергана е влиза в пределите на империята на Тимур. През следващите векове се сменят различни монголски владетели и царства, които просъществуват до 18 век.
През 18-19 век в котловината отново се създава независима държава – Кокандското ханство със столица град Коканд. По-късно, през 1876 г. Ферганската котловина влиза в състава на Руската империя, като част от Туркестанското генерал-губернаторство с име Ферганска област. Действащите постоянно тук групи ислямски фундаменталисти са единствените сепаратисти в държаната от Русия част на Централна Азия преди Първата световна. След години със създаването на средно азиатските републики котловината се разделя между Таджикистан, Киргизтан и Узбекистан.